# Termoszféra

A légkör szerkezete

A termoszféra a légkörben a mezoszféra és az exoszféra között helyezkedik el, 85 km-től kb. 500 km magasságig terjed. A ritka anyagsűrűségű légköri tartomány felépítésében elektromos töltéssel rendelkező részecskék, ionok vesznek részt, amelyek jól vezetik az elektromosságot, ezért ezt a réteget ionoszférának nevezzük. Ennek egyes rétegei elektromosan vezetővé válnak, így képesek visszaverni az elektromágneses hullámokat, aminek a távközlésben van nagy szerepe.
A termoszféra hőmérséklete a magassággal emelkedik, mert a Nap sugárzása ebben a rétegben nyelődik el. Hőmérséklete függ a napsugárzás erősségétől, de meghaladhatja a 2000 °C-ot is. Az uralkodó gáz az oxigén és a nitrogén, de már atomos állapotban fordulnak elő. Ebben a rétegben keletkezik a sarki fény, itt kering a Nemzetközi Űrállomás, és számtalan műhold is.

## Lásd még
- Kármán-vonal
- Termopauza

## Külső hivatkozások
- NASA: A Puzzling Collapse of Earth's Upper Atmosphere Archiválva 2010. július 16-i dátummal a Wayback Machine-ben (2010-07-15)
- A légkör szerkezete